# Bladsäckspindel
Bladsäckspindel (Clubiona frutetorum) är en spindelart som beskrevs av Ludwig Carl Christian Koch 1867. Bladsäckspindel ingår i släktet Clubiona och familjen säckspindlar. Arten är reproducerande i Sverige. Inga underarter finns listade.